# ポリエチレングリコール

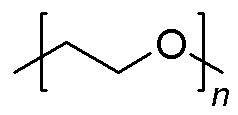
ポリエチレングリコールの構造式

ポリエチレングリコール（polyethylene glycol、略称 PEG, マクロゴールとも）は、エチレングリコールが重合した構造をもつ高分子化合物（ポリエーテル）である。
ポリエチレンオキシド（polyethylene oxide、略称PEO）も基本的に同じ構造を有する化合物であるが、PEGは分子量2万程度 (下記 CH2-CH2-Oの分子量が44なので、概ねn≦450)までのもの、PEOは数万以上のものをいう。両者は物理的性質（融点・粘度など）が異なり用途も異なるが、化学的性質はほぼ同じである。
一般的な構造式は HO-(CH2-CH2-O)n-H と表される。PEG は水・メタノール・ベンゼン・ジクロロメタンに可溶、ジエチルエーテル・ヘキサンには不溶である。タンパク質など他の高分子に PEG構造を付加することを PEG化  (ペグか/pegylation) という。

## 利用
PEG はエチレングリコールを重合した物で、色々な製品に用いられる。材料としての PEG は、軍用防護服や、糖尿病患者の血糖値を監視するための採血器に代わるタトゥー風の方法などへの応用も開発されつつある。PEG により、ポリウレタンエラストマーにゴム状の性質を与えることができ、これはポリウレタンフォームやスパンデックス繊維へ応用されている。
PEG を他の疎水性分子に結合すれば、非イオン界面活性剤（PEG部分はポリオキシエチレン[POE]鎖と呼ばれる）が得られ、化粧品の乳化剤などに用いられている。
分子量3500 - 4000 (79≦n≦91)のポリエチレングリコールは、慢性便秘の瀉下薬として用いられる（日本での製品名はモビコールとして2018年上市された）。
PEG をタンパク質性医薬品に結合すると、タンパク質の分解を抑制する効果（“ステルス化”）により、効力を延長したり副作用を軽減することが可能になる。例としては PEG化インターフェロンα（C型肝炎に有効）や PEG化G-CSF製剤がある。「マクロゴール」などの名で多くの緩下剤の基剤として用いられる。またセトマクロゴールは皮膚用クリームに用いられるが、希に急性アレルギー症状（アナフィラキシー）を発症することがある。
PEG はタンパク質を結晶化する際に、沈殿剤としてよく用いられる。
PEG は脊椎損傷の治癒に効果があることもイヌの実験で示されている。
PEG は弾力性のある高分子なので、膜にしても非常に高い浸透圧（数十気圧 (数MPa)）に耐える。また生体物質との特異的相互作用もないとされる。これらの性質から PEG は、浸透圧を利用する生化学実験（特に浸透圧ストレス法）に最も適した材料のひとつである。
生物学では細胞への DNA導入や細胞融合に用いられる。DNA導入は、PEG 存在下ではプロトプラストに DNA が取り込まれやすくなることを利用した方法である。細胞融合は、細胞を PEG で処理することによって細胞膜が結合し、PEG を取り除くと細胞が融合することを利用した方法である。
考古学においては、古い木造品を保存する際に、内部の水分と PEG とを交換して固化することで保存するために用いられる。この方法は PEG を融点以上の温度にして木材中に浸透させて内部の水分と置き換え、その後、常温に戻して固化させ、木材組織を維持する方法である。
PEO は、リチウムイオンポリマー二次電池の絶縁材および電解質溶媒として用いられる。拡散速度が低いので、機能に高温を要することも多いが、粘度が高いため融点に近い温度でも、非常に薄い電解質層を作ることが可能である。結晶化によって性能が落ちることもあるが、逆に多くの塩によって結晶化が抑制される。このような性質により、他のリチウムイオン二次電池よりも、軽量の割には大エネルギーを出すことができる。